# Copa Catalunya de futbol masculina 1999-2000
La Copa Catalunya de futbol masculina 1999-2000 fou l'11a edició de la Copa Catalunya.

## Fase Final

### Semifinals
| 24 febrer 2000 | CE Mataró   | 1 - 1           | RCD Espanyol de Barcelona | Mataró                                          |  |
|                | Marcial 35' | [ 1 ]           | Soldevilla 94'            | Camp Municipal Carles Padrós · Téllez Sánchez · |  |
|                |             | Tanda de penals |                           |                                                 |  |
|                |             | 4-3             |                           |                                                 |  |

| 22 febrer 2000 | CF Balaguer | 0 - 1 | FC Barcelona | Balaguer                                 |  |
|                |             | [ 2 ] | Carrión 54'  | Camp Municipal · Xavier Moreno Delgado · |  |

### Final
| FC Barcelona                              | 3 - 0 | CE Mataró |
| ----------------------------------------- | ----- | --------- |
| Kluivert 31' · Santamaría 48' · Micky 88' | [ 3 ] |           |

| Barcelona | Mataró |

| PO             | 1  | Francesc Arnau     |  |     |
|                | 2  | Luis Carrión       |  |     |
|                | 3  | Abelardo Fernández |  |     |
|                | 4  | Frederic Dehu      |  |     |
|                | 5  | Sergi Barjuan      |  |     |
|                | 6  | Xavi Hernández     |  |     |
|                | 7  | Mario Rosas        |  |     |
|                | 8  | Thiago Motta       |  | 68' |
|                | 9  | Sergio Santamaría  |  | 83' |
|                | 10 | Patrick Kluivert   |  | 62' |
|                | 11 | Moha El Yaagoubi   |  | 78' |
| Substituts:    |    |                    |  |     |
|                | 14 | Emmanuel Amunike   |  | 78' |
|                |    | Micky Albert       |  | 62' |
|                |    | Nakor Bueno        |  | 68' |
|                |    | Haruna Babangida   |  | 83' |
| Entrenador:    |    |                    |  |     |
| Louis van Gaal |    |                    |  |     |

| PO                    | 1  | José Morales    |  |     |
|                       |    | Luis Larios     |  |     |
|                       |    | Vicente Vázquez |  |     |
|                       |    | Robert Subirón  |  | 58' |
|                       |    | Lluís Sauras    |  | 79' |
|                       |    | Bernardo        |  | 34' |
|                       |    | Jota Sánchez    |  |     |
|                       |    | Francisco       |  | 51' |
|                       |    | Xavier Monty    |  |     |
|                       |    | Marcial Serrano |  | 74' |
|                       |    | Antoni Mora     |  |     |
| Substituts:           |    |                 |  |     |
|                       | 2  | Frank           |  | 51' |
|                       | 11 | Víctor Cardona  |  | 74' |
|                       |    | Kiku            |  | 34' |
|                       |    | Óscar Pacheco   |  | 49' |
|                       |    | Naranjo         |  | 58' |
| Entrenador:           |    |                 |  |     |
| Miguel Álvarez Jurado |    |                 |  |     |